# Kamaishi Recovery Memorial Stadium
O Kamaishi Recovery Memorial Stadium é um estádio localizado em Iwate, no Japão, possui capacidade permanente para 6.000 pessoas e temporária para 16.187, é a casa do time de rugby Kintetsu Liners, foi inaugurado em 2018, recebeu um jogo Copa do Mundo de Rugby de 2019, o outro foi cancelado devido ao Tufão Hagibis.